# Бумеранг (фильм, 1992)
«Бумеранг» — кинофильм режиссёра Реджинальда Хадлина, выпущенный в 1992 году.

## Сюжет
Маркус Грэм — неотразимый чёрный донжуан. Он начинает работу в компании "Chantress" в отделе маркетинга и выбирает себе очередных жертв среди своих коллег женского пола. Одна из них — его босс, руководитель отдела маркетинга Жаклин Бройер. Маркусу приходится пустить в ход все свои приёмы и обаяние, но в итоге он добивается своего.
Маркус и Жаклин проводят ночь вместе, но их последующим встречам постоянно что-то мешает. Маркус не хочет подавать вид, как он «запал» на девушку, но его раздражает, что Жаклин охладела и больше занята работой, чем им. Стресс начинает мешать работе. Маркус проваливает очередное задание по рекламной кампании духов, и его едва не увольняют. Помогает ему его новая подруга Анджела Льюис, работающая художницей в отделе дизайна, придумав новое визуальное решение. Поначалу они держатся просто как друзья, кроме того, за Анджелой ухаживает приятель Маркуса — Джерард. Однако постепенно Маркус чувствует влечение к Анджеле. Он даже не ухаживал за ней — всё случилось само собой. Джерард, узнав, что у него уводят девушку, разругался с Маркусом. Новые идеи Маркуса буквально поразили топ-менеджеров компании. Жаклин снова в восторге от него, и она опять хочет близости.
Анджела, узнав, что Маркус ей изменил со своей начальницей, немедленно разрывает отношения и увольняется из "Chantress". Маркус понимает, что, похоже, впервые в жизни по-настоящему влюбился, и не находит себе места. Проходит четыре месяца. Маркус тоже увольняется и устраивается на работу учителем рисования в школе. В конце концов он не выдерживает, разыскивает новое место работы Анджелы и смиренно приходит мириться. Анджела прощает его, и они снова вместе.

## В ролях
- Эдди Мёрфи — Маркус Грэм
- Робин Гивенс — Жаклин Бройер
- Хэлли Берри — Анджела Льюис
- Дэвид Алан Грир[англ.] — Джерард Джексон
- Мартин Лоуренс — Тайлер Хокинс
- Грейс Джонс — Хелен Стрейндж
- Джеффри Холдер — Нельсон
- Эрта Китт — леди Элоиза
- Крис Рок — Бони Ти
- Тиша Кэмпбелл — Ивонн